# 所さんの目がテン!
『所さんの目がテン!』（ところさんのめがてん）は、日本テレビ系列（一部地域除く）で1989年（平成元年）10月1日から放送されている、科学・自由研究を中心とした生活情報教養番組。所ジョージの冠番組。通称は「目がテン!」「目テン!」。2019年11月10日現在の放送回数は1500回を記録した。

## 概要
身近な話題について科学的に解明する。主な流れとしては、冒頭の小コントでその日のテーマを紹介した後に本題へ入り、番組の終わりで次回のテーマを紹介する。
日曜早朝という時間帯もあり、2009年3月までは子供でも理解できるようなわかりやすい解説やギャグを交えた内容で放映され、視聴率も日曜早朝にしてみれば高い方だった。なお、番組最高視聴率は1994年6月26日放送の13.9%（テーマはスイカ）。矢野明仁扮する「矢野左衛門」というヒットキャラクターも生まれた。
元々は日本テレビ社会情報局員だった小湊義房（のち鹿児島読売テレビ代表取締役社長、日本テレビホールディングス執行役員スポーツ局長）が「所さんで科学番組やったら面白い」と発案した企画。企画書は構成作家の水谷和彦とクリタヤスシが作成した。数少ない民放の科学番組の中、2009年9月5日に放送1000回を迎え、2019年10月6日放送で30周年を迎えた長寿番組となっている。
第1回のテーマは「超高層」。当初は「富士山」になる予定だったが、富士山がもっとも遠くから見える場所はどこかという調査の結論が出ず断念し、第3回に「日本一まずい水を探せ!」をその代替として放送。
また、1990年から毎年8月に夏休み特別企画として海外特集を放送している（1990年・2003年は日本国内だった）。年末には1年間の総集編が放送されるが、年明けに放送したこともある。1994年から2001年までは年に1度、公開録画を行っていた（1995年は行われなかった）。
2009年3月まで20年間の間、毎週日曜7:00 - 7:30に放送されていたが、平日19時台に『サプライズ』を設置するため、『ヤッターマン』（読売テレビ制作）が月曜19時後半枠から本時間帯に移動。これに伴い、本番組の放送時間は土曜17:00 - 17:30に変更された。2013年4月からは再び放送時間が日曜7:00 - 7:30に戻った。
開始当初は電気事業連合会と視聴エリア内の電力会社が共同で提供していた。2009年10月からはネットスポンサーがなくなり、ローカルセールス枠（番組販売扱い）へ格下げとなった。これに伴って、一部地方局で番組ネットを打ち切る動きも出ている。
なお、毎年の慣例で『24時間テレビ』にあたる8月下旬の日曜日（2009年から2012年までは土曜日）は休止となっている。
文字多重放送を実施。2006年10月1日からハイビジョン制作（一部時差ネット局では当初4:3SDのダウンコンバートで放送）。当初はスタジオのみに限られていたが、後にVTR中もハイビジョンとなっている。2007年1月7日からステレオ放送になり、2010年4月10日からレターボックス放送。また、1993年頃まではクリアビジョン放送を実施していた。
2009年4月の放送枠移動・同時に画面左上のロゴ・その日のテーマが常時表示されるようになった（一部地域を除く）。さらに、2003年ごろから次回のテーマに沿った三択クイズが出題されていたが、放送枠移動とともに廃止された（ただし、2002年以前の放送では三択クイズ自体がなかった）。代わりに次回の内容に沿った小コントが行われていたが、2011年10月1日放送分からは次回放送される実験VTRなどをバックに次回の内容を予告するだけとなった。
タイトルロゴは番組開始時から一貫して同じ手書きのロゴを使っており、1990年代からはCGで立体化させている（『探偵!ナイトスクープ』などと同じ方式）。オープニングBGMも1990年代から変わっていない（当初は日曜早朝の放送だった名残から冒頭にニワトリの鳴き声が入っていたが、2022年11月現在では鳴き声が削除された）。エンドロールにBGMとして流れる番組テーマ曲はすべて司会の所が歌っているが、曲が使われるようになったのは1996年1月7日放送の「ネズミ」からである。それに先立ち、前年最後の放送（1995年12月24日の「総集編II」）では、所自身の歌唱によって番組テーマ曲が初披露された。
番組の内容は、日本テレビとその同時ネット局の本放送から16日後にウェブサイトに掲載される。
横浜市にある放送ライブラリーでは、当番組の映像が7本所蔵されており、無料で視聴することが可能である。視聴可能な放送回は以下の通り。
| 放送日        | テーマ                                 |
| ------------- | -------------------------------------- |
| 1990年4月1日  | 感動の瞬間・卵504時間                  |
| 2000年8月13日 | 知恵のかたまり! 不思議なタマゴ         |
| 2000年10月8日 | 科学で検証! 乗り物酔い克服法!          |
| 2001年4月22日 | 大きく作ろう! 奈良の大仏さま           |
| 2003年9月14日 | ひょうたんの科学                       |
| 2004年9月26日 | 祝! 750回記念スペシャル                |
| 2004年12月5日 | 本格派クリスマスツリー! モミの木の科学 |

## 出演者
| 期間                                          | 司会       | アシスタント          | アシスタント          | 実験プレゼンター | 実験プレゼンター | 実験プレゼンター |
| --------------------------------------------- | ---------- | --------------------- | --------------------- | ---------------- | ---------------- | ---------------- |
| 1989.10.1 - 1997.3.30 （第1回 - 第374回）     | 所ジョージ | 鈴木君枝 （大杉君枝） | 鈴木君枝 （大杉君枝） | 馬場憲治         | 馬場憲治         | 馬場憲治         |
| 1997.4.6 - 2004.3.21 （第375回 - 第724回）    | 所ジョージ | 魚住りえ              | 魚住りえ              | 矢野明仁         | 矢野明仁         | 矢野明仁         |
| 2004.3.28 - 2012.3.31 （第725回 - 第1123回）  | 所ジョージ | 佐藤良子              | 佐藤良子              | 矢野明仁         | 矢野明仁         | 矢野明仁         |
| 2012.4.7 - 2014.1.5 （第1124回 - 第1308回）   | 所ジョージ | 佐藤良子              | 佐藤良子              | ユージ           | N/A              | N/A              |
| 2014.1.12 - 2016.1.10 （第1209回 - 第1308回） | 所ジョージ | 後藤晴菜              | 後藤晴菜              | ユージ           | 酒井善史         | N/A              |
| 2016.1.17 - 2016.3.20 （第1309回 - 第1318回） | 所ジョージ | 後藤晴菜              | 後藤晴菜              | ユージ           | 酒井善史         | 渡辺裕太         |
| 2016.3.27 - 2018.4.1 （第1319回 - 第1419回）  | 所ジョージ | 後藤晴菜              | 後藤晴菜              | N/A              | 酒井善史         | 渡辺裕太         |
| 2018.4.8 - 2018.9.16 （第1420回 - 第1442回）  | 所ジョージ | 後藤晴菜              | 佐藤真知子            | 渡辺裕太         | 渡辺裕太         | 渡辺裕太         |
| 2018.9.23 - 2022.5.22 （第1443回 - 第1628回） | 所ジョージ | N/A                   | 佐藤真知子            | 渡辺裕太         | 渡辺裕太         | 渡辺裕太         |
| 2022.5.29 - （第1627回 - ）                   | 所ジョージ | N/A                   | 佐藤真知子            | 渡辺裕太         | 渡辺裕太         | 渡辺裕太         |

アシスタントは全員日本テレビアナウンサー（大杉・魚住・佐藤（良）は当時）。佐藤良子は、大杉・魚住と1回だけ共演したことがある（第750回）。2018年4月8日放送分から2018年9月16日放送分までは後藤・佐藤（真）の交替制を採っていた。
何らかの理由でアシスタントが出演できない場合も日本テレビアナウンサーが代役を務めている。直近では次の通り。
| 期間                                              | 代役担当者 | 理由                                       |
| ------------------------------------------------- | ---------- | ------------------------------------------ |
| 2012年4月7日・4月14日放送分（第1124回・第1125回） | 松尾英里子 | 佐藤（良）がインフルエンザにかかったため。 |
| 2016年2月28日・3月6日放送分（第1315回・第1316回） | 徳島えりか | 後藤が発熱のため。                         |
| 2018年3月4日・3月11日放送分（第1415回・第1416回） | 佐藤真知子 | 後藤が2018年平昌オリンピック取材のため。   |
| 2021年7月25日・8月1日放送分                       | 河出奈都美 |                                            |

実験プレゼンターは交替で1名ずつ出演するが、2015年11月22日・11月29日・12月6日放送分（第1302回・第1303回・第1305回）の田舎暮らし特別編［収穫祭］では、ユージと酒井が2名揃って出演した。
2018年以降は酒井・渡辺のいずれもスタジオ出演しない場合がある（総集編・歴史研究会等）。酒井は2022年5月29日からはじまった新企画「林業ボーイズ」のメンバーになっている。
また、酒井・渡辺とは別に月1回程度で以下のプレゼンターが出演する。
現在のプレゼンター
- 桝太一（元日本テレビアナウンサー）
  - 特別調査員。大学院で生命科学を専攻していたこともあり、生物関係の企画を持ち込む。なお、2022年3月末をもって日本テレビを退職したが今後も不定期に出演する予定。
- 阿部健一（セバスチャン）
  - かがくの里専任プレゼンター
- 五島麻依子（大吟嬢）（2022年 - ）
  - かがくの里専任プレゼンター
- 酒井善史
  - 林業ボーイズ
- 金丸慎太郎
  - 瞬間ハンター→林業ボーイズ
- 石田剛太
  - 人類はこう作った!専任プレゼンター→林業ボーイズ
- 都丸紗也華
  - 歴史体験プレゼンター
- いかちゃん（2022年 - ）
  - いかちゃんの残したい〜トコロ
- 藤田大介（2021年 - ）
  - 「鉄道シリーズ」担当。これまで「鉄道橋の科学」「登山鉄道の科学」「カーブの科学」「新幹線の科学」を放送。2023年4月には「登山鉄道の科学」が、科学技術映像祭で科学技術館館長賞を受賞し、記念スペシャル番組が放送された。
- 湯上響花（2023年10月 - ）[6]
- 武石鈴香（2023年10月 - ）

過去のプレゼンター
- コネオ・インターナショナル
  - 弟子入り専任プレゼンター

ゲスト
通常はゲスト出演者はいないが、テーマに沿った実験をする際に実験台としてその道のプロが登場することはある。例えば第5回（1989年10月29日放送）で「豪速球」がテーマだった際は当時プロ野球選手の伊良部秀輝が実験台として登場した。
500回スペシャル（1999年10月3日）・翌週の第501回の放送では特別ゲストとしてビートたけしが出演した。なお、500回スペシャルでは冒頭のほんの数分であるがコージー冨田・原口あきまさも出演している。また、毎週『目がテン!』を見ているという峰竜太は何度も番組にゲスト出演しており、所が体調不良により欠席した2010年5月1日・5月8日放送では代理司会を担当している。
第519回（2000年2月20日）の「アロエ」では、石原慎太郎東京都知事（当時）が出演した。現時点で、政治家がゲスト出演した唯一の事例である。
第830回（2006年5月7日）「ポピー」（ひなげし）ではアグネス・チャンが、2006年9月10日放送ではテーマの「パパイヤ」とかけてパパイヤ鈴木がゲスト出演した。
1000回スペシャル（2009年9月5日）では節目の回によく呼ばれたという林家正蔵と番組開始年に生まれた南明奈がゲスト出演。なお、林家正蔵は、所が体調不良により欠席した2010年5月15日・5月22日放送では代理司会を担当している。
2009年10月17日の第1006回の放送では「アイドル」がテーマということで、その代表格である「モーニング娘。」の元メンバー吉澤ひとみがゲスト出演した。
2011年11月12日放送では「ものまね」がテーマということで、ホリが出演した。VTRには原口あきまさ、ホリ、出川哲朗、田中卓志（アンガールズ）が出演した。
2011年12月24日放送では「2011年にブレイクした人」がテーマということで、2011年にブレイクした「尾木ママ」こと尾木直樹が出演した。VTRには芦田愛菜、川越達也が出演した。
2012年1月7日放送の「目がテンダイエット研究所 正月太り解消SP」には、矢口真里が出演した。
2012年4月28日放送の「47都道府県ミステリー研究所岐阜編」には、岐阜県出身の清水ミチコが出演した。
2013年2月23日放送の「聞き間違い」には、オープニングコーナーで元アシスタントの魚住りえが出演した。なお、魚住は前述の『祝! 750回記念スペシャル』にゲスト出演しており、それ以来のゲスト出演となった。
2013年5月12日放送の「歌舞伎」には、林与一が出演した。
2014年7月20日放送の「アイドルの魅力」には、「Berryz工房」の嗣永桃子が出演した。
2016年9月4日放送から、長期実験シリーズ企画「かがくの里」のナレーションを竹内結子が務める（2020年4月19日放送分まで）。

## 受賞歴
- 高柳記念科学番組放送奨励賞（1990年度、1995年度）
- 全日本テレビ番組制作社連盟 優秀番組賞（1990年度）
- 厚生省児童福祉審議会 特別推薦文化財（1993年）
- 全日本テレビ番組制作社連盟 長寿番組賞（2003年度）
- 放送批評懇談会 ギャラクシー賞月間賞（2004年9月）
- 第8回グッドライフアワード 実行委員会特別賞 環境アート&デザイン賞（2020年、環境省主催）[10]
- 第64回科学技術映像祭·科学技術館館長賞（2023年）

## 書籍情報
- 『里山の生き物図鑑（学研）』：荒れ地だった山里を復興させる「かがくの里プロジェクト」で、蘇った里山に住みついた生き物たちを紹介した図鑑。ISBN 978-4-05-205512-6

## ネット局
- あくまでも全編ローカルセールス枠であるため、日本テレビ以外の通常時同時ネットとする局であっても、臨時に遅れネットまたは非ネットに変更する場合がある。
- 朝の放送では日本テレビなど一部ネット局では時刻表示を行っているが、番組送出ではなく各局別の送出となっている。
- 全局字幕放送を実施。

| 放送対象地域   | 放送局                    | 系列                                         | 放送時間           | ネット状況 | 備考          |
| -------------- | ------------------------- | -------------------------------------------- | ------------------ | ---------- | ------------- |
| 関東広域圏     | 日本テレビ（NTV）         | 日本テレビ系列                               | 日曜 7:00 - 7:30   | 【制作局】 | 【制作局】    |
| 北海道         | 札幌テレビ（STV）         | 日本テレビ系列                               | 日曜 7:00 - 7:30   | 同時ネット | [ 11 ] [ 12 ] |
| 青森県         | 青森放送（RAB）           | 日本テレビ系列                               | 日曜 7:00 - 7:30   | 同時ネット | [ 13 ]        |
| 岩手県         | テレビ岩手（TVI）         | 日本テレビ系列                               | 日曜 7:00 - 7:30   | 同時ネット | [ 14 ]        |
| 宮城県         | ミヤギテレビ（MMT）       | 日本テレビ系列                               | 日曜 7:00 - 7:30   | 同時ネット | [ 15 ]        |
| 山形県         | 山形放送（YBC）           | 日本テレビ系列                               | 日曜 7:00 - 7:30   | 同時ネット | [ 16 ]        |
| 福島県         | 福島中央テレビ（FCT）     | 日本テレビ系列                               | 日曜 7:00 - 7:30   | 同時ネット | [ 17 ]        |
| 山梨県         | 山梨放送（YBS）           | 日本テレビ系列                               | 日曜 7:00 - 7:30   | 同時ネット | [ 18 ]        |
| 新潟県         | テレビ新潟（TeNY）        | 日本テレビ系列                               | 日曜 7:00 - 7:30   | 同時ネット | [ 19 ]        |
| 長野県         | テレビ信州（TSB）         | 日本テレビ系列                               | 日曜 7:00 - 7:30   | 同時ネット | [ 20 ]        |
| 静岡県         | 静岡第一テレビ（SDT）     | 日本テレビ系列                               | 日曜 7:00 - 7:30   | 同時ネット |               |
| 石川県         | テレビ金沢（KTK）         | 日本テレビ系列                               | 日曜 7:00 - 7:30   | 同時ネット | [ 21 ]        |
| 鳥取県・島根県 | 日本海テレビ（NKT）       | 日本テレビ系列                               | 日曜 7:00 - 7:30   | 同時ネット | [ 22 ]        |
| 山口県         | 山口放送（KRY）           | 日本テレビ系列                               | 日曜 7:00 - 7:30   | 同時ネット | [ 23 ]        |
| 徳島県         | 四国放送（JRT）           | 日本テレビ系列                               | 日曜 7:00 - 7:30   | 同時ネット | [ 24 ]        |
| 香川県・岡山県 | 西日本放送（RNC）         | 日本テレビ系列                               | 日曜 7:00 - 7:30   | 同時ネット | [ 25 ]        |
| 福岡県         | 福岡放送（FBS）           | 日本テレビ系列                               | 日曜 7:00 - 7:30   | 同時ネット | [ 26 ]        |
| 熊本県         | くまもと県民テレビ（KKT） | 日本テレビ系列                               | 日曜 7:00 - 7:30   | 同時ネット | [ 27 ]        |
| 鹿児島県       | 鹿児島読売テレビ（KYT）   | 日本テレビ系列                               | 日曜 7:00 - 7:30   | 同時ネット | [ 28 ]        |
| 秋田県         | 秋田放送（ABS）           | 日本テレビ系列                               | 日曜 13:00 - 13:30 | 遅れネット | [ 29 ]        |
| 福井県         | 福井放送（FBC）           | 日本テレビ系列                               | 日曜 6:30 - 7:00   | 遅れネット | [ 33 ]        |
| 近畿広域圏     | 読売テレビ（ytv）         | 日本テレビ系列                               | 日曜 10:55 - 11:25 | 遅れネット | [ 34 ]        |
| 広島県         | 広島テレビ（HTV）         | 日本テレビ系列                               | 土曜 5:25 - 5:55   | 遅れネット | [ 35 ]        |
| 愛媛県         | 南海放送（RNB）           | 日本テレビ系列                               | 水曜 10:25 - 10:55 | 遅れネット | [ 36 ]        |
| 高知県         | 高知放送（RKC）           | 日本テレビ系列                               | 土曜 13:30 - 14:00 | 遅れネット | [ 37 ]        |
| 長崎県         | 長崎国際テレビ（NIB）     | 日本テレビ系列                               | 日曜 6:30 - 7:00   | 遅れネット | [ 38 ]        |
| 宮崎県         | テレビ宮崎（UMK）         | フジテレビ系列 日本テレビ系列 テレビ朝日系列 | 日曜 9:05 - 9:35   | 遅れネット | [ 39 ]        |
| 沖縄県         | 宮古テレビ（MTV）         | ケーブルテレビ                               | 土曜 19:00 - 19:30 | 遅れネット | [ 40 ]        |

2004年頃、青森放送など一部局では、事前に番組素材を裏送りしている関係で、日本テレビなどの同時ネット局よりも先行で放送された回があった。
また、遅れネットで放送している局では、週によって過去に放送された回の再放送などに差し替えとなることがある。

### 過去のネット局

#### 打ち切りによる終了
| 放送対象地域 | 放送局            | 系列                          | 放送時間           | 備考   |
| ------------ | ----------------- | ----------------------------- | ------------------ | ------ |
| 富山県       | 北日本放送（KNB） | 日本テレビ系列                | 月曜 10:25 - 10:55 | [ 51 ] |
| 中京広域圏   | 中京テレビ（CTV） | 日本テレビ系列                | 土曜 9:58 - 10:28  | [ 52 ] |
| 大分県       | テレビ大分（TOS） | 日本テレビ系列 フジテレビ系列 | 木曜 16:21 - 16:50 | [ 53 ] |
| 沖縄県       | 琉球放送（RBC）   | TBS系列                       | 土曜 6:15 - 6:45   | [ 54 ] |
| 日本全域     | CS★日テレ         | CS放送                        | 日曜 20:00 - 20:30 | [ 55 ] |
| 日本全域     | BS日テレ          | BS放送                        | 土曜 10:30 - 11:00 | [ 56 ] |

#### 放映権移行による終了
| 放送対象地域 | 放送局              | 系列           | 備考   |
| ------------ | ------------------- | -------------- | ------ |
| 石川県       | 北陸放送（MRO）     | TBS系列        | [ 58 ] |
| 長崎県       | テレビ長崎（KTN）   | フジテレビ系列 | [ 59 ] |
| 鹿児島県     | 鹿児島テレビ（KTS） | フジテレビ系列 | [ 60 ] |

### 再放送
ネット局単位では、再放送を行っている局も存在する。読売テレビでは本放送が行われる前の時間帯や平日深夜に再放送が行われることがある。札幌テレビでは不定期で月曜 - 木曜平日午前に再放送を行うことがある。さらに山口放送ではごくまれに、穴埋め番組という形で、再放送を行うことがある。

### インターネット配信
最新回配信は同時ネット局の放送日時基準のため、遅れネット局ではネット配信開始が先行する。
| 配信元          | 更新日時       | 配信期間    | 備考                             |
| --------------- | -------------- | ----------- | -------------------------------- |
| 日テレ無料TADA! | 日曜 7:30 更新 | 7日         | 日本テレビの最新回限定で無料配信 |
| TVer            | 日曜 7:30 更新 | 7日         | 日本テレビの最新回限定で無料配信 |
| GYAO!           | 日曜 7:30 更新 | 7日         | 日本テレビの最新回限定で無料配信 |
| Hulu            | 過去約1年分    | 過去約1年分 | 有料見放題配信                   |

### その他
「電気事業連合会・地元電力会社との共同提供」だった時は、静岡第一テレビ（富士川を境に東京電力管轄の50Hz地域・中部電力管轄の60Hz地域に分かれる）や西日本放送（放送対象地域が中国地方の岡山県・四国地方の香川県の2県にまたがる準広域放送のため、前者は中国電力、後者は四国電力の管轄）のように放送対象地域が電力会社ベースで2社になる局では、2社とも提供していた。沖縄県のみを供給エリアとする沖縄電力は2000年3月いっぱいまで電気事業連合会に加盟していなかったため、供給エリアが対象の琉球放送はネット開始から加盟直前まで沖縄電力のみの一社提供だった。
2009年9月5日の1000回スペシャルは日本テレビのみ90分で、その他の局は通常の30分枠だった。
また、第1112回（日本テレビ2012年1月7日放送分）は同時ネット局では開始時刻が通常より15分早い45分枠で、遅れネット局では通常の30分枠で放送された。
2009年4月18日（第981回）放送「うさぎ」をテーマで取り上げた際、ライオンの檻にウサギを近づけたり、ラジコンカーでウサギを追い回す実験を行った。直後にテレビ局やネットのブログなどでは抗議・批判が殺到し、BPO（放送倫理番組向上機構）の視聴者の意見でも取り上げられた上、キー局スポンサーのトヨタ自動車などにも苦情の電話が殺到した。その影響で、2週間以上の遅れネット局では、再放送に差し替えられた。しかし、番組公式に謝罪は行われずに至る。

## スタッフ
2025年7月現在
- 演出：速水勇、籔花梨代、黒田沙季、森本慎平、矢島理恵子、田邉聡、鈴木沙絵、中野奈津希、徳嶺雄磨、久保玲美衣、中村愛奈、延本惟音、長井祥平、塩屋梨華（速水・鈴木・延本〜塩屋→以前は、取材担当、籔花→以前は、取材兼務、中野→以前は、ディレクター→一時離脱）【週替り】
- 演出/プロデューサー：望月亮（厨子王）、鈴木麻衣子（鈴木→以前は、取材担当）【週替り、回によって異なる】
- 構成：内田裕士、水野守啓、吉嶋亮、加藤雅之、後藤祐生【週替り】
- 取材：田中菜穂、仙元美和、牧原祥太、中藤美紗、山本啓悟、鈴石里帆、山田笙太、德谷功太、村上真優美、小島泉澄、片岡達哉、籾木健吾、谷野寧音【週替り】
- TM：山口裕司
- SW：米田博之、村松明、横田将宏、三井隆裕（祐）（横田→以前は、カメラ、三井→一時離脱→復帰）【週替り】
- カメラ：佐原陽平、浦上真里奈、津野祐一、大江紫織、秋元辰也（津野→以前は、SW）【週替り】
- 音声：青山禎矢、赤池暢也、越村朱音【週替り】
- 照明：小川勉、池長正宏、加藤恵介【週替り】
- 調整：笈川太
- 美術：中村允（日テレアート）
- デザイン：北村春美（以前は、美術）
- 取材技術：加藤洋祐、山本景三、田中秀幸、佐々木裕也、小野誠、日暮純、笠原康二、森田修三、大西力、秋田耕平、林浩一【週替り】
- イラスト︰村嶋元子【不定期】
- 編集：太田健二・志村俊明・青木保憲・長谷村崇・酒井駿平・半田珠里亜・山田太一（麒麟スタジオ）、渡辺篤（RAFT）、違俊一（IMAGICA Lab.）、清水稜矢（イカロス）【週替り】
- MA：松尾隆裕（e-naスタジオ→ヌーベルアージュ）、大野健志（麻布プラザ）、大野夏希（ザ・チューブ）【週替り】
- 音効：柳原英博（佳夢音）、大庭弘之（ノイズ）【週替り】
- TK：長坂真由美
- 音楽協力：日本テレビ音楽
- スタイリスト：島田香（佳）代子
- プロデューサー：近藤岳志、内田久美子（共に厨子王）、大沢克文、草野奈々絵（共にCNインターボイス）【週替り】
- 制作協力：厨子王、CNインターボイス【週替り】
- 科学監修：佐藤成美
- AP：安永美和（以前は、デスク）
- プロデューサー：池田潔美（2024年6月9日 - ）
- 総合演出︰似鳥利行（2024年6月9日 - 、以前は、プロデューサー）
- チーフプロデューサー：原司（2024年6月9日 - ）
- 制作著作：日本テレビ

以前のスタッフ
- かがくの里ナレーター：竹内結子（ - 2020年3月）
- 企画：増山豊（増山→AP・取材兼務だった時期あり）
- 総合演出：武澤忠
- 演出：石村修司（一時離脱→復帰）
- ディレクター（演出）：深沢真哉、鹿又泰宏、坂本大、鵜飼成己、右島靖章、布川英樹、近藤創、高橋英樹、小林孝英、河野雄平、藤本純夫、松倉史明、伊藤真司、松島宣正、鎗水貴史、小野淳、守下雅也、加藤由香理、瀬古章、安達昇、太田壮、笠原正己、鈴木智博、中里祐一、清家史嗣、小林稔昌、貝山京子、今井伸弥、本山崇、小林恭寛、河村奈千子、石野浩史、生越直紀、大朏禎久、関まほろ、飯岡慶一郎、吉村博行、並木哲也、山永貴幸、森貴志、藤巻圭吾、山口大輔、浦田裕貴、鎌田賢人、米本樹、行澤愛美、山口直紀、田中大端、古山洋輔、石田浩志、野中保奈美、小坂一之、篠﨑友和、土方教裕、勝河泰知（河野・鎌田・行澤・古山・小坂・勝河→以前は、取材担当）
- 構成：水谷和彦、わぐりたかし、東海林桂、上原銀河、櫻井昭宏、安部裕之、石田健（謙）祐、クリタヤスシ、竹越陸
- 取材：宇佐美正明、永松近也、池田浩、中西さやか、玉村彩子、中森賢士、山永貴幸、小田帆奈美、向井隆明、辻隆文、伊集院要、小久保麻里、天野悠、萩田航太郎、川上絵理、山本佳那、青木俊人、名塩彩音、佐久間智代、神坂令奈、神野慎之介
- 技術：竹内一也、高梨正利
- TM：貫井克次郎、新名大作、山本聡一、鈴木雄仁（鈴木→以前は、調整）
- TP：川守田豊
- カメラ：中川昭生、山田祐一、村上和正、伊藤孝浩、渡邊晃、榎本丈之、小林豊、高須准斗、西阪康史
- 音声：今野健、池田正義、大島康彦、寺田恭子、亘美千子、瀧健太郎、三崎美貴、中村宏美（三崎・中村→以前は、調整）
- 調整：矢田部昭、中村晋也、岡田直紀、菅谷典彦、守屋誠一、高田憲一、飯島章夫、山口直樹、小野敏生、竹内萌江、塩原和益
- 照明：細川登喜二、関真久、千葉雄、安井雅子、内藤晋、宮田千尋、小笠原雅登、佐野広之、名取孝昌、仲野貴信
- 取材技術：坂本聡、印藤正人、塚本宣威、香田淳、加藤智則、本多晋、吉岡和美、松下謙二、田村誠志、岩澤治、林芳成、水岡健太 ほか
- 音効：長谷川龍、広川和靖、石垣哲、田上ゆかり
- TK：後藤千恵美
- バーチャル・スタジオ：梶田直孝、浅羽裕子、黒木遠志、冨田一起、江野智絵
- CG（不定期）：村嶋容元子、有働康隆
- VTRCG：PDトウキョウ、西本企良、アイブリックスタジオ
- 編集：長岡隆一、五十嵐正男、大石康弘、山下靖史、佃憲之、平一博、諏訪部和広、菅真由子、栗原良一、丸山由典、宮下圭介、千田稔、水沼治久、青沼毅、高野毅、尾崎博樹、中出祐樹、高城明宏、上坂一史、福田豊、関正一、田中孝史、廣川秀樹、阿部こーいち、宇田川健、宮崎友哉、中島拓也、西理孝、青木孝憲、今野友貴、遠山貴博、五郎丸亮、藤塚正明、境晴人・佐藤大・大西喜久・川村真也・佐々木逸人・金政友哉（共に麒麟スタジオ）、山門晃、七五三吉洋、篠崎孝徳
- MA：入江克彰、山下知康、赤松茂雄、石井康博、菱山和良、荒井吉春、内藤真臣、菅井裕一、茶谷貴之、山崎秀二、小川一登、湯井浩司、八木恵美子、元木綾美、山本宗太、吉田達矢、徳石真亜子、青木伸次、渡辺美枝、稲葉清香、横山計美、森祥一、船木拓也、志村武浩、大江拓也、安河内隆文、川原崎智史、河野翔平、高山元、辻誠、直江泰輔、長屋友希
- 美術：中野嘉一郎、羽谷重信、小野寺一幸、高野雅裕、林健一、卜部亜希、本田恵子、田澤奈津美、山本澄子
- スタイリスト：OTSU-CHAN、小泉節子、須藤美奈子、倉富勇人、本多知美、千葉健仁、藤原聡美、畠山円佳、杉本誠子、池宮城澄江、小林美穂子、セイ・コーポレーション、江島モモ、石崎陽美、青柳和宏、生井江巳子、木下彩、花井真理子、山田陽子（山田→2022年12月25日 - ）
- デスク：保坂淳子
- 企画協力→監修：持丸和朗
- 科学監修：鬼丸眞人（以前は、監修）
- 広報：難波佐保子、安生泰子、村田美和、佐々木梓紗（沙）、小泉真紀、小串理江、原のりこ、村上淳一、向笠啓祐、角田久美子
- AP：大東徹也、峯田大介、中村智子、林はる佳
- 演出→AP→プロデューサー：江口義明
- プロデューサー（制作会社）：CR-NEXUS 中川幸美、山崎成実（山崎→以前は、演出担当回があった）、峰添忠（峰添→以前は、AD→ディレクター）、厨子王 小幡英司、山野辺聖勝（山野辺→以前は、ディレクター）、AXON 後藤全孝
- プロデューサー：小湊義房→森本規夫→宮木宣嗣→川添武明→加宮貴博→脇山浩一→小島友行（小島→以前は、AD→ディレクター）→川添武明→山口香代→清水真美子（宮木・清水→以前は、AP）→安彦真利江（安彦→2021年12月5日 - 2022年12月11日）→一色彩加（一色→2022年12月18日 - 2024年6月2日）
- チーフクリエイター：八木元（2010年8月7日 - 12月25日、以前は、プロデューサー）
- ラインプロデューサー：岩間玄（2012年6月2日 - 2013年1月頃）
- 制作→チーフプロデューサー：白石重昭→久野忠雄→萩原雪彦→室川治久→柏木登→中山良夫→大山昌作→政橋雅人→高橋正弘→岡田泰三→菅沼直樹→面髙直子→福地聡→千葉知紀→関健一→三浦俊明→横田崇
- 制作協力：日本テレワーク、イースト、安寿、AXON、CR-NEXUS

## Litomath（リトマース）
「アイドルの科学」を取り上げた際、「科学の力で素人でも人気アイドルになれるのか」の実験として、番組女性スタッフをメンバーとして結成されたアイドルグループである。グループ名から、ユニフォーム、持ち歌、振付、挨拶など、全てに科学的要素を取り入れている。
「CD発売記念ミニライブ」にて「今回のライブで実験終了」と司会の後藤晴菜アナより告知され、アイドルの科学最終章放映日より公式Twitterでのリプライが止まり事実上活動を休止している。

### 科学的要素

#### グループ名
グループ名は「何故この名前?」と思わせ理解させることで「名前を憶え、その理由を他人に教えたくなる」様に造語としている。Litomathはリトマス試験紙（Litmus）と数学（math）の造成語で、理系アイドルを示唆すると同時に、スタッフとアイドルの二面性を持たせている。コンセプトを理系アイドルとしたのは「所さんの目がテン!」が科学番組であることから。

#### 衣装
昭和30年代より日本の教育体系に大きな変更がないことから、制服をモチーフとした衣装とし、若者から年配者へと幅広いファンを得られるようにしている。カラーに合わせたリボンを身に着けている他、ハイソックス・ニーソックス、ブラウスをスカートに入れる・出す、カーディガンを腰に巻く、靴の紐を結ぶ・結ばない・靴紐の色を変えるなどメンバーごとに細かなディテールの違いも持たせている。

#### 持ち歌
ステージデビュー曲である『恋の火曜日5時間目』は、3文字・4文字・5文字と憶えやすい文字数としている。『遠いけど、ただいま。』では、歌詞をヒット曲のビッグデータから抽出した単語を用いたり、曲を「カノン進行」とするなど、ヒット曲の要素を取り入れている。

#### 振付
歌詞に合わせた振付を随所に取り入れ、目と耳から憶えやすくしている。例えば「恋のルーペで」の歌詞部分では、手でルーペを作るなどしている。第1期メンバーは全員ダンス経験がなく、振付師の竹中夏海の指導でメンバーが前後左右で振付けを変えるなどして統率の取れた動きを取り入れダンス経験不を見た目でカバーしている。『遠いけど、ただいま。』も竹中夏海が振付をしている。

#### 挨拶
自己紹介は「私たち、青から赤へ、赤から青へ。ちょっぴり大人の理系アイドル　リトマースです」。この際、担当カラー側のメンバーが手を挙げたり、「リトマースです」のシーンでは手のひらを見せ「あなたに心を開いています」と心理的アピールをしている。

### 活動状況
AKIBAドラッグ&カフェにて不定期に継続して活動を続け、「ニノさん」などの他番組にも出演した。CD発売記念ミニライブはAKIBAドラッグ&カフェだけでなく、ダイバーシティ東京プラザフェスティバル広場、タワーレコード 錦糸町店、日テレ大屋根広場でも実施している。スタッフとしての本業優先のため、全員が揃うことが少なく、4人でのライブも複数回あった。

### メンバー
第1期メンバー (2014年6月 - 2014年10月)
- メンデルまめの（担当カラー：青、本業：音声）
- フロイトこころ（担当カラー：水色、本業：AD）
- アインシュタインひかり（担当カラー：白、本業：カメラアシスタント）
- ダーウィンことり（担当カラー：ピンク、本業：AD）
- ニュートンりんご（担当カラー：赤、本業：美術）

第2期メンバー (2014年10月 - )
- ガリレオふりこ（担当カラー：青、本業：AD[76]）
- フロイトこころ（担当カラー：水色、本業：AD）
- パスカルみすみ（担当カラー：白、本業：AD[77]）
- ダーウィンことり（担当カラー：ピンク、本業：AD）
- ファラデーほのほ（担当カラー：紫、本業：編集[78])
- ニュートンりんご（担当カラー：赤、本業：美術）

メンバーは第2弾『科学の力で固定ファン獲得大さくせ〜ん!!』より変更となっている。5名から6名にメンバー数が変更となったため、担当カラーに紫が追加された。なお、変更となったメンバーの本業は番組上では紹介されていない。

### ディスコグラフィー
『恋の火曜日5時間目』/『遠いけど、ただいま。』両A面 VAP（VPCC-82331）2015年5月27日発売
1’54”問題：『恋の火曜日5時間目』にて、1’54”にノイズが混入している。これはカラオケバージョンやPV（TV放映、特典DVDとも）でも確認されており、マスターに編集ノイズを付けたままCD収録した前代未聞の不良品として話題を呼んだ。

### 実験結果
目がテン!での実験検証としてCD発売をした。タワーレコードmini汐留店にて2015年5月の月間シングル発売ランキングが2位となった。